# Mitsubishi Ki-202
Mitsubishi Ki-202 (jap. 三菱 Ki-202 秋水改 Mitsubishi Ki-202 Shūsui-Kai) – niezrealizowany projekt japońskiego myśliwca przechwytującego, przeznaczonego dla lotnictwa Cesarskiej Armii Japońskiej, napędzanego silnikiem rakietowym. Projekt oparty na konstrukcji niemieckiego samolotu Messerschmitt Me 163.

## Historia
14 lipca 1944 r. do Singapuru dotarł z Niemiec japoński okręt podwodny I-29. Na jego pokładzie znajdowały się między innymi przywiezione z Niemiec silniki odrzutowe i rakietowe do samolotów Messerschmitt Me 163 i Messerschmitt Me 262 oraz dokumentacja techniczna obydwu maszyn umożliwiająca podjęcie w Japonii ich licencyjnej produkcji.
Z pokładu okrętu zszedł komandor Eiichi Iwaya, który z częścią dokumentacji udał się w podróż do Tokio na pokładzie samolotu. Resztę zaokrętowanych części i dokumentów miał przywieźć I-29. Jednakże Amerykanie dzięki rozszyfrowaniu depesz pomiędzy okrętem a dowództwem znali trasę okrętu oraz wiedzieli, jak cenny ładunek wiezie on na pokładzie. Wzdłuż planowanej trasy do Kure rozstawili amerykańskie okręty podwodne. Jedna z nich, USS „Sawfish” (SS-276), 26 lipca 1944 r. zatopiła idący na powierzchni I-29 przy wejściu do cieśniny Balintang.
Przywieziona przez komandora Iwaya niepełna dokumentacja techniczna Me 163 stała się podstawą do budowy myśliwca Mitsubishi J8M. Był to pierwszy myśliwiec, który powstawał wspólnie przy udziale lotnictwa armii lądowej oraz lotnictwa Japońskiej Cesarskiej Marynarki Wojennej.
Współpraca pomiędzy obydwoma rodzajami sił zbrojnych nie wynikała z ich chęci, ale z rozkazu Kwatery Głównej. Już na samym początku uwidoczniły się rozbieżności pomiędzy wymaganiami, jakie stawiały przed nową konstrukcją obydwie formacje. Marynarka wojenna optowała za jak najdokładniejszym odwzorowaniem niemieckiej konstrukcji, motywując to brakiem czasu na przeprowadzanie dodatkowych badań oraz podkreślając zalety niemieckiej maszyny, nie wymagającej jej zdaniem żadnych poprawek.
27 lipca 1944 r. doszło do spotkania inżynierów wytwórni Mitsubishi, której powierzono zadanie zbudowania kopii Me 163, oraz obydwu rodzajów sił zbrojnych. Uzgodniono budowę myśliwca jak najmniej odbiegającego od oryginału, oznaczonego jako Mitsubishi J8M Shūsui. Pomimo stanowiska marynarki, armia lądowa optowała za budową samolotu większego, oznaczonego jako Ki-202. 7 sierpnia tego samego roku odbyło się kolejne spotkanie, na którym zatwierdzono ostateczny kształt samolotu, a we wrześniu gotowa była drewniana makieta naturalnej wielkości.
J8M wiernie odwzorowywał kształt i konstrukcje niemieckiego oryginału. W marcu 1945 Marynarka zakończyła próby szybowców mających sprawdzić zachowanie się konstrukcji bezogonowej w powietrzu, z którą Japończycy nie mieli doświadczenia. Podczas gdy Lotnictwo Marynarki pozytywnie oceniało program prób i badań nowego samolotu, Lotnictwo Armii Lądowej było odmiennego zdania i w marcu 1945 zleciło wytwórni Mitsubishi opracowanie projektu Ki-202, samolotu, za którym od początku współpracy z Marynarką opowiadała się Armia Lądowa. Miała być to maszyna większa niż Ki-200, z większym zbiornikiem paliwa, umożliwiającym dłuższe przebywanie w powietrzu. Wstępne prognozy dotyczące terminów realizacji projektu zakładały, że gotowy prototyp dostępny będzie na początku 1946 roku. Liczono na to, że planowany do wykorzystania silnik Toku Ro-3 będzie już w tym okresie dostępny. Kapitulacja Japonii w sierpniu 1945 r. pokrzyżowała dalsze plany związane z Ki-202.

## Konstrukcja
Ki-202 miał być wolnonośnym, jednomiejscowym, całkowicie metalowym średniopłatem pozbawionym usterzenia poziomego. Samolot zaopatrzony był w dwie, podkadłubowe płozy wykorzystywane przy lądowaniu oraz kółko ogonowe. Samolot miał startować z wykorzystaniem katapulty, nadającej mu prędkość startową. uzbrojenie stanowiły dwa działka kalibru 30 mm. Skrzydła bez wzniosu, skośne.